# Husse

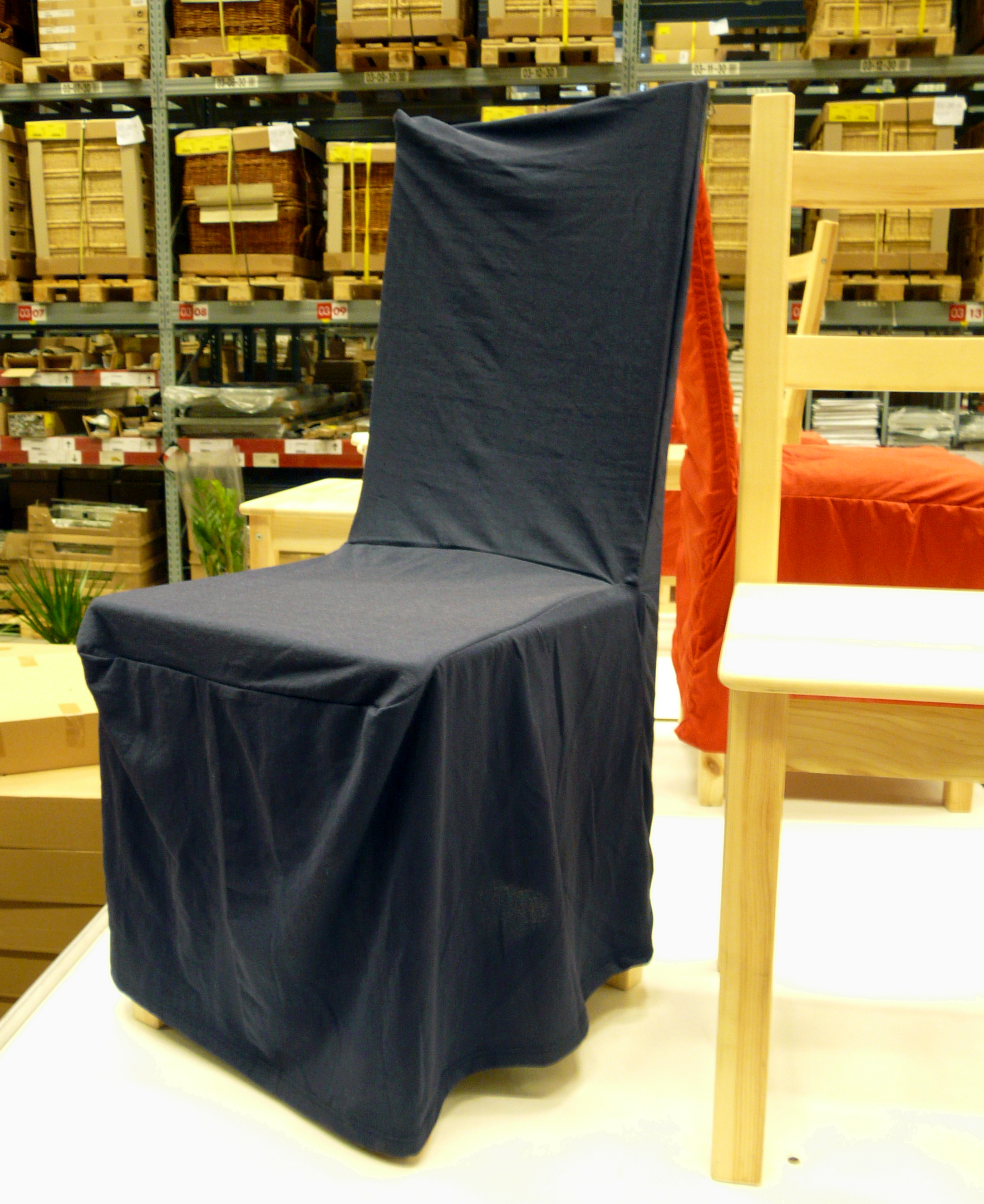
Husse über einem Stuhl

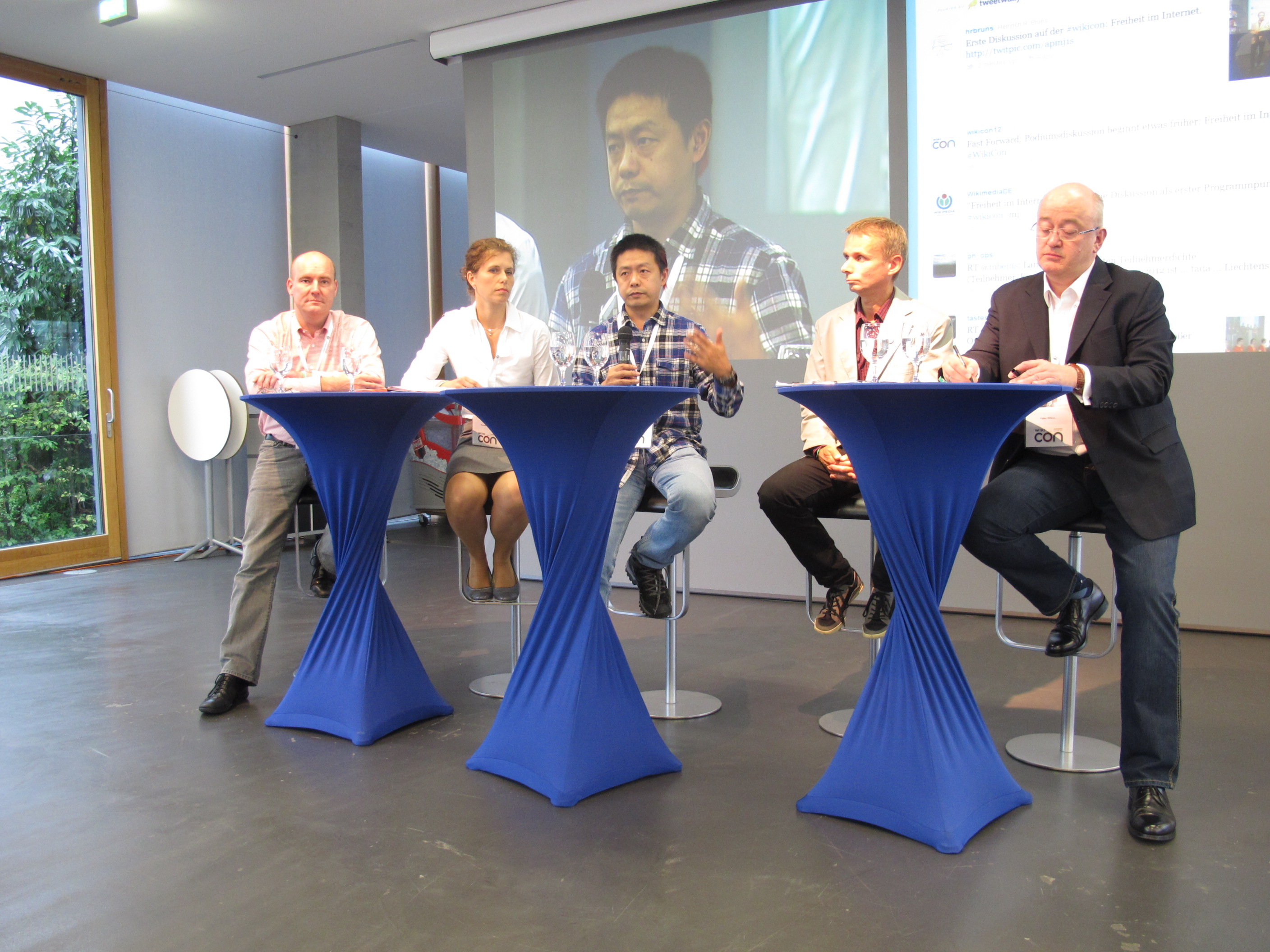
Stehtische mit Hussen

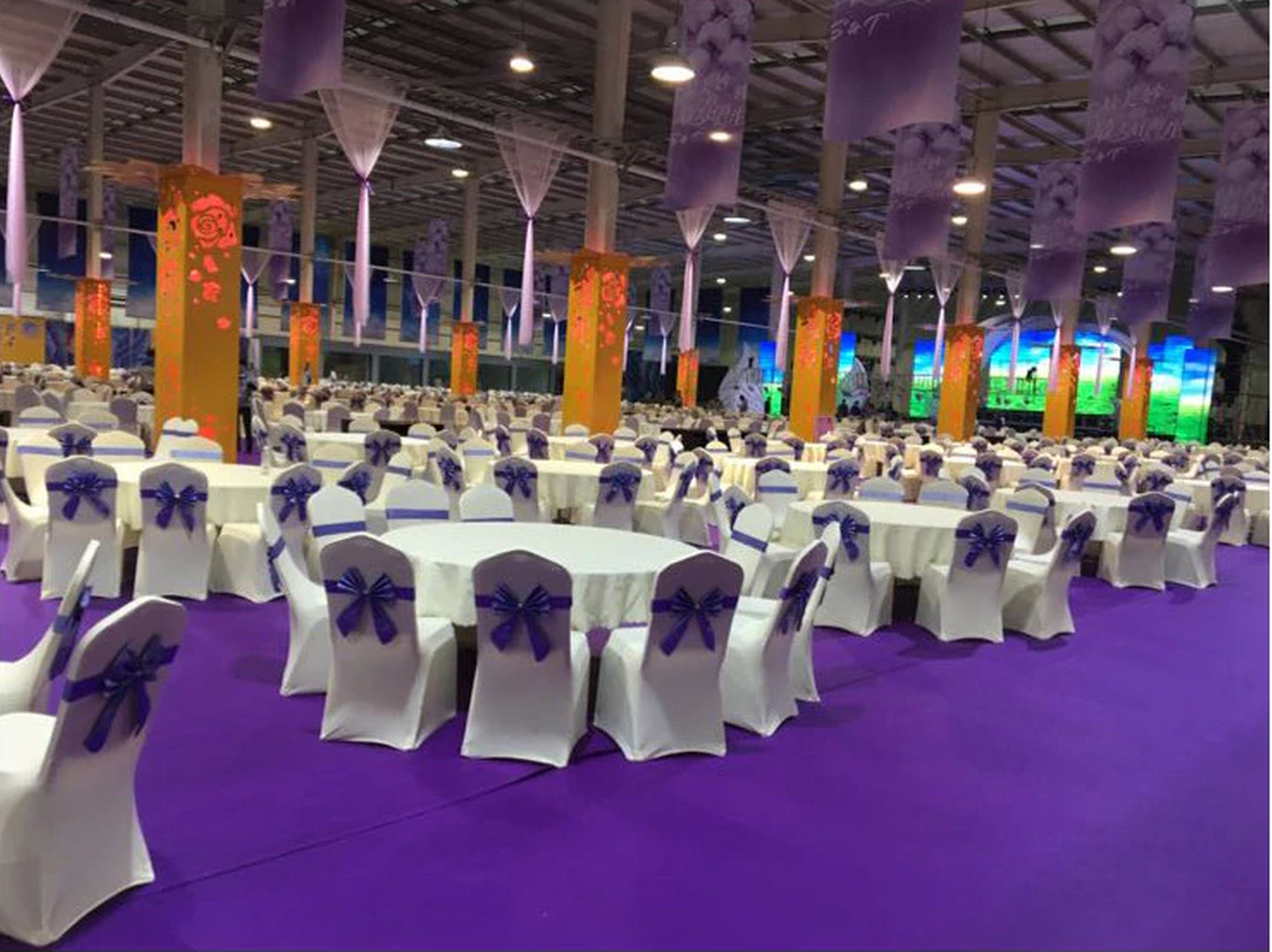
Dekorative Stuhlhussen bei Feierlichkeiten

Eine Husse (v. a. in der Schweiz auch Housse, von frz. la housse = „Überwurf, Decke, Überzug, Schutzhülle“) ist ein Überzug für Möbel. Sie wird in der Regel bei Sitzmöbeln eingesetzt, kann aber auch als Tischhusse bei Stehtischen oder Festzeltmöbeln verwendet werden.

## Funktion
Die Husse ist der Form des Möbels angepasst und meist auf textiler Basis gefertigt. Hussen dienen einerseits dem Schutz vor Verschmutzung oder Abnutzung und können andererseits als dekoratives Element eingesetzt werden. Sie sind somit auch dazu geeignet, alte Sitzmöbel aufzuwerten.
Gelegentlich wird auch der Begriff Schonbezug synonym verwendet. Obwohl von gleicher Herstellungsart und Material, trifft der Begriff den Einsatzzweck einer Husse jedoch nur teilweise. Während man z. B. bei Sitzmöbeln unter einem Schonbezug meist die Einfassung der Sitz- und Lehnenpolster versteht, hüllt die Husse das gesamte Möbel ein. Somit dient die Husse nicht nur der Schonung, sondern auch der Dekoration.

## Aussehen
Gerade der Designaspekt gewann in den letzten Jahrzehnten an Bedeutung. Durch Hussen verschiedener Farben (klassische Hussen sind meist in Weiß gehalten), Materialien und Gestaltungen lässt sich der Charakter eines Raumes beeinflussen. 
Hussen gibt es in unterschiedlichen Formen und Ausführungen. So gibt es Hussen für Stühle, Tische, Stehtische, Sessel, Sofas, Bettrahmen (unter der Matratze), Gartenmöbel und Biertische. Biertischhussen setzen sich aus zwei Hussen für die Bänke sowie der großen Husse für den Biertisch zusammen. Hussen werden in unterschiedlichen Stoffqualitäten angeboten; es gibt sie in Jacquard, Microfaser, Polyester, Leinen, Satin oder Twill. Je nach angebotener Stoffart variieren Qualität und Lebensdauer.

## Herstellung
Neben der industriellen Fertigung und dem großflächigen Vertrieb ist das individuelle Hussenmachen inzwischen ein seltenes Handwerk. In Deutschland gibt es nur wenige Betriebe, die Hussen anfertigen. Neben dem Handwerk (Waschen, Nähen, Bügeln) müssen Hussenmacher schon bei der Stoffauswahl kreativ sein und auf Qualität achten. Um in dieser Marktnische zu bestehen, müssen sie künstlerische Fähigkeiten mitbringen und den Geschmack der Kunden treffen. So gibt es bspw. verschiedene Arten der Sockelumrandungen, von glatt bis hin zu verschiedensten Falten. Bei Wohnmöbeln kommen oft Baumwollstoffe oder Stoffe mit Baumwollanteil zum Einsatz. Diese müssen vor dem Nähen gewaschen werden, damit sie später nicht einlaufen.